# Цветная капуста
Цветна́я капу́ста — распространённая овощная культура, один из культурных сортотипов вида Капуста огородная. Ранее совместно с капустой Романеско выделялась как самостоятельная ботаническая разновидность этого вида — Brassica oleracea L. var. botrytis L., при современном подходе в соответствии с правилами МКБН корректным названием группы сортов является Brassica oleracea Botrytis Group.
Русскоязычное название произошло, по-видимому, от неточного перевода (англ. cauliflower, итал. cavolfiore, лат. cauliflora — «цветок капусты», «капустный цветок»).

## Ботаническое описание
Цветная капуста — однолетнее яровое или озимое растение. Корневая система мочковатая, близко расположенная к поверхности почвы. Стебель цилиндрический, 15—70 см высоты, с горизонтально расположенными или прямо или косо вверх направленными листьями, весьма часто спиральнообразно изогнутыми. Отдельные формы в вегетативной фазе ветвистые.
Листья от цельных сидячих до лировидно-перисто-раздельных, с черешками, достигающими 5—40 см длины. Окраска от светло- до сине-зелёных и реже сизых с сильной антоциановой пигментацией. Пластинки узкие, от усечено-овальных, усечено-эллиптических и яйцевидных до ланцетовидных, 15—90 см длины. Восковой налёт от незначительного до очень сильного.

У наиболее примитивных форм цветной капусты используемый орган — отдельные мясистые цветоносные побеги (в фазе бутонизации), образующиеся из пазух верхних листьев розетки, у других форм — «головка», когда верхушечные побеги, сильно разветвляясь, тесно скручиваются. Форма головок от округлой до плоскоокруглой. Окраска — от зелёной разных тонов, фиолетовой и желтоватой до снежно-белой. Верхние листья мелкие, короткоовальные и широколинейные, с ровным краем или ланцетовидные и вытянуто-треугольные и зубчатые.
Цветочные кисти густые, от очень коротких (3 см) до длинных (свыше 15 см). Цветки преимущественно мелкие и средней величины (1,2—2,0 см), реже крупные (до 2,6 см), с тонкими цветоножками. Окраска лепестков белая, бледно-жёлтая и жёлтая, поверхность их гофрированная или пузыревидно морщинистая.
Плод — многосемянный стручок. Стручки короткие и средней длины (6,0—8,5 см), преимущественно цилиндрические, реже приплюснуто-цилиндрические, бугорчатые с коротким носиком.

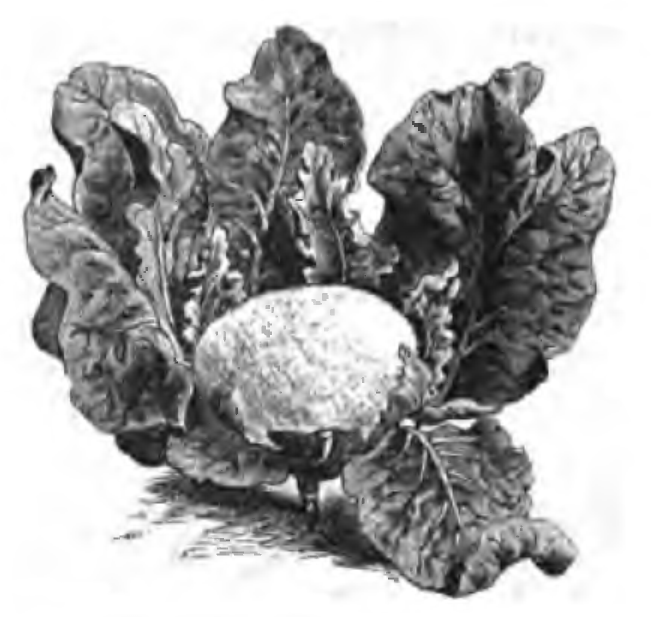
Общий вид растения в фазе технической спелости (рисунок)
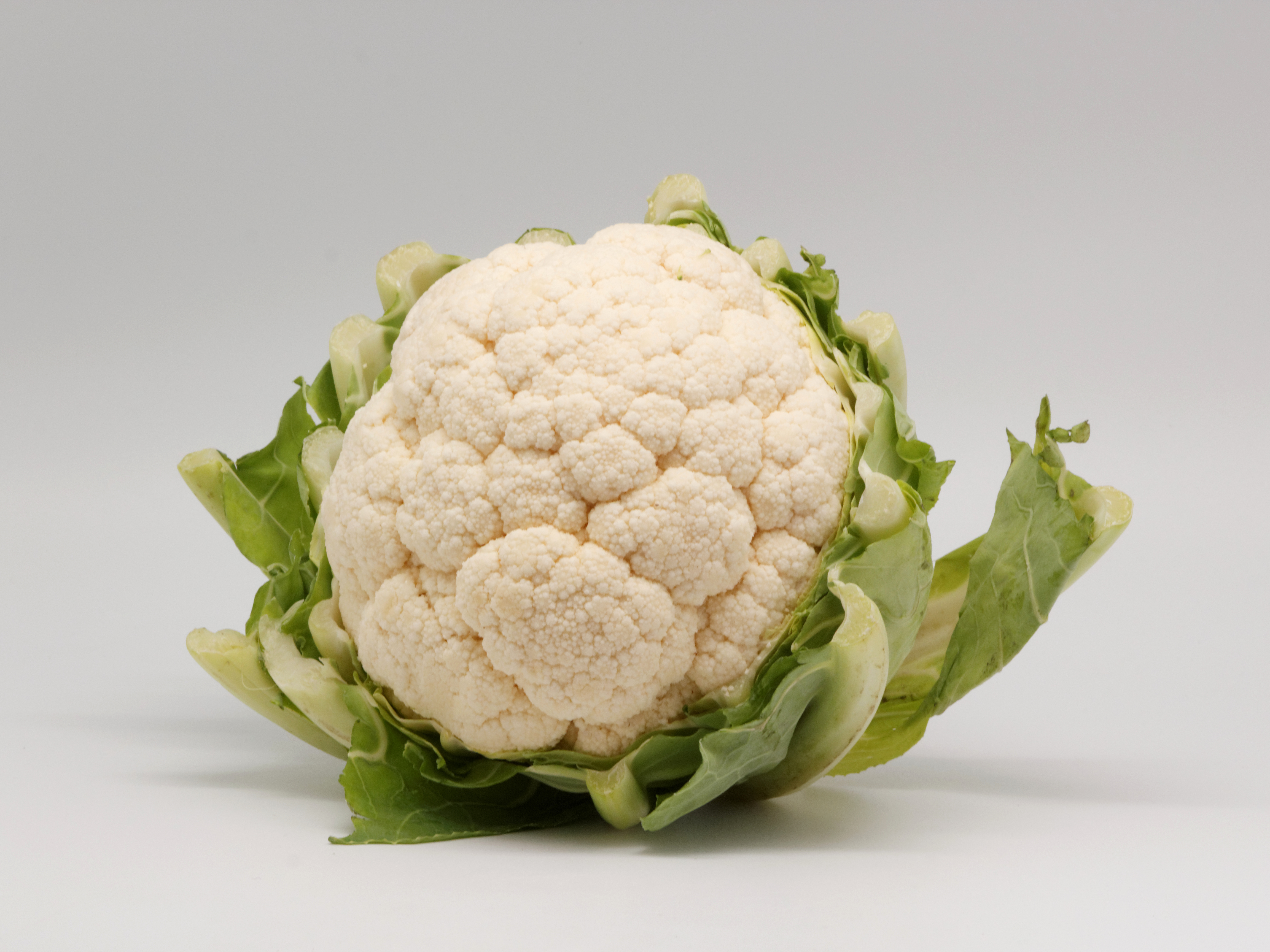
«Кочан» (соцветие) цветной капусты
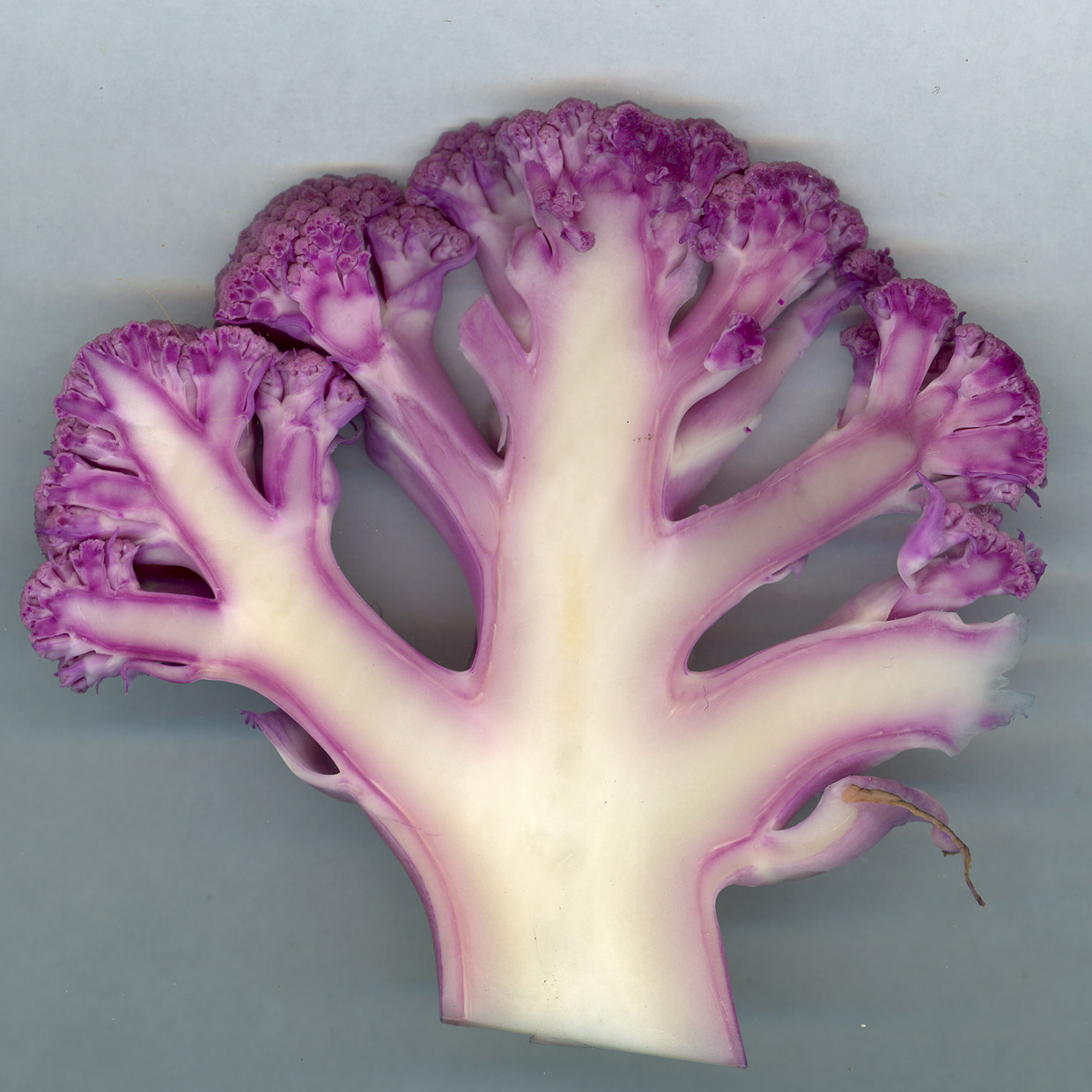
Цветоносный побег в разрезе
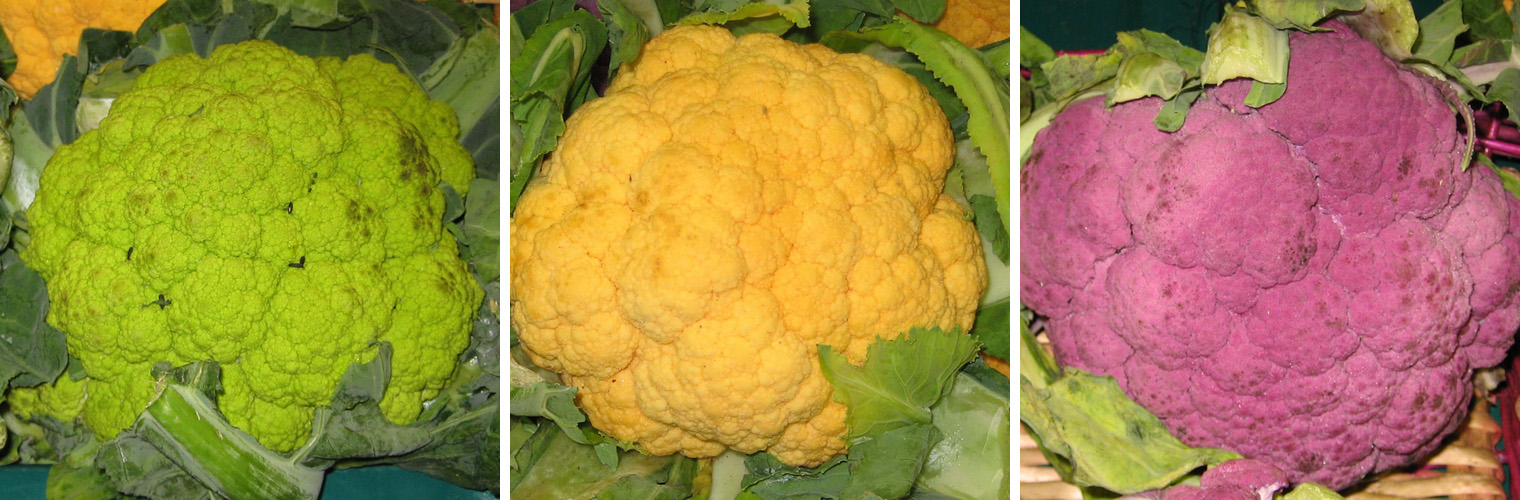
Окраска соцветия зависит от сорта
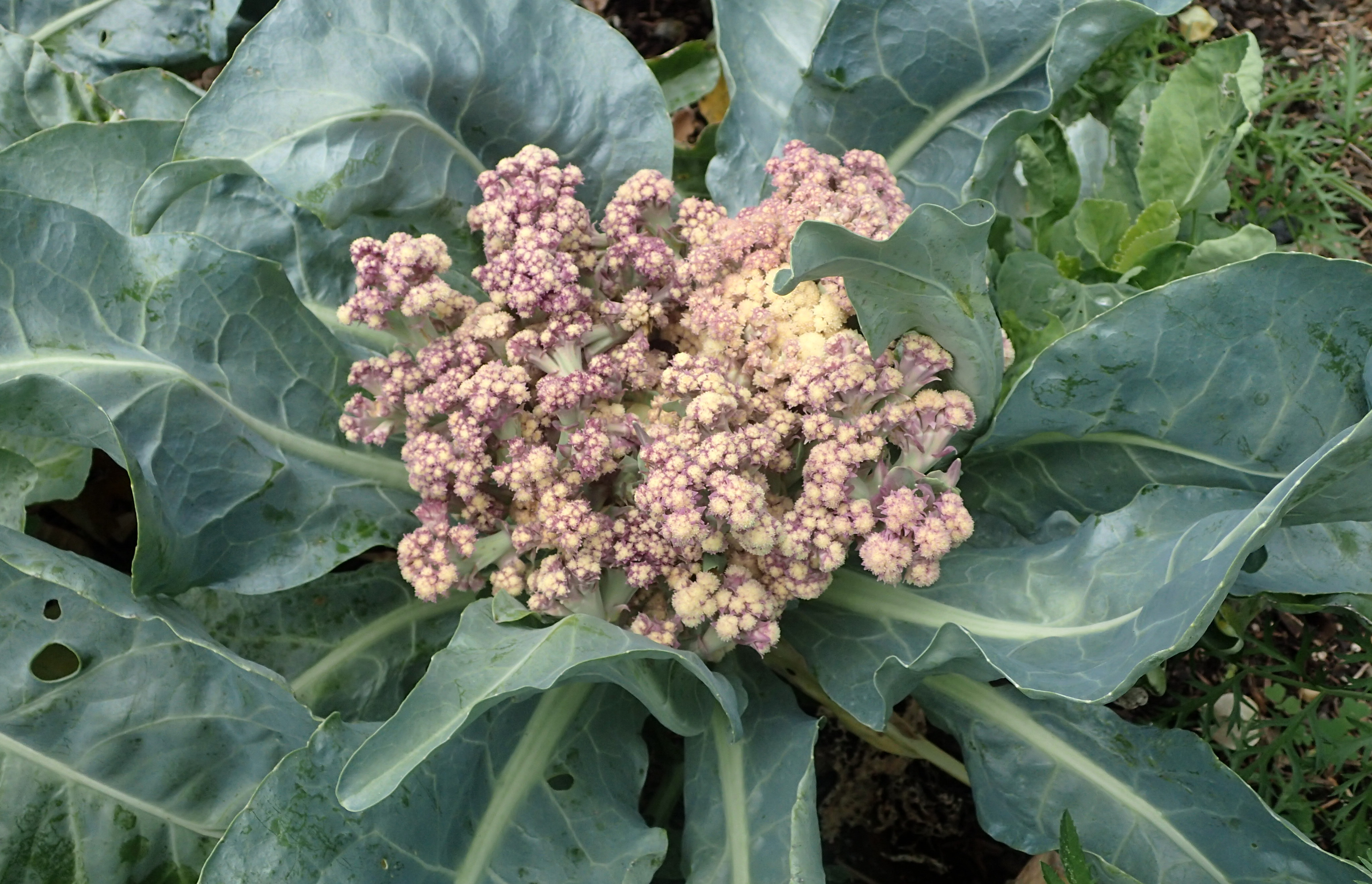
Соцветие с цветками в стадии роспуска
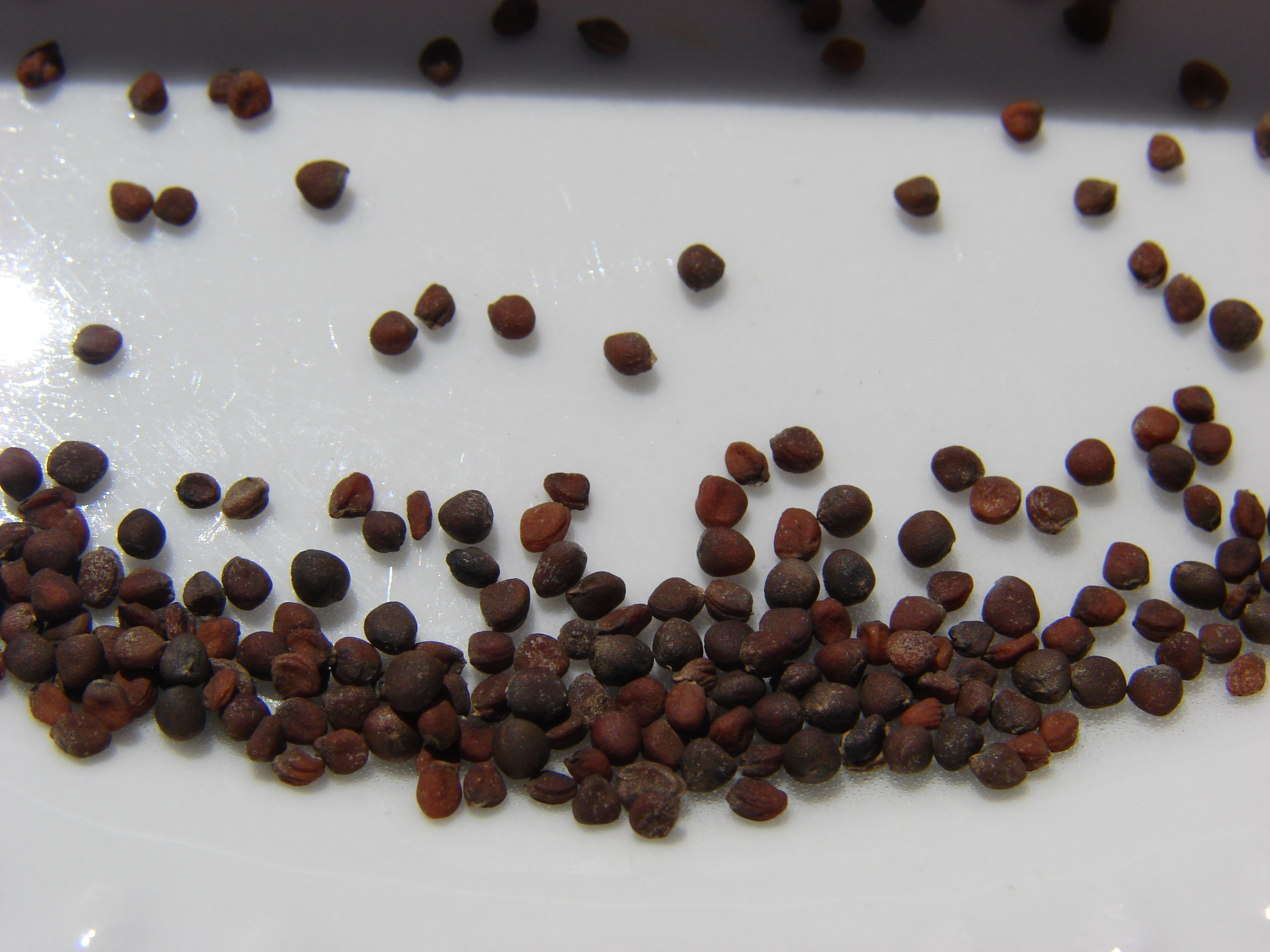
Семена
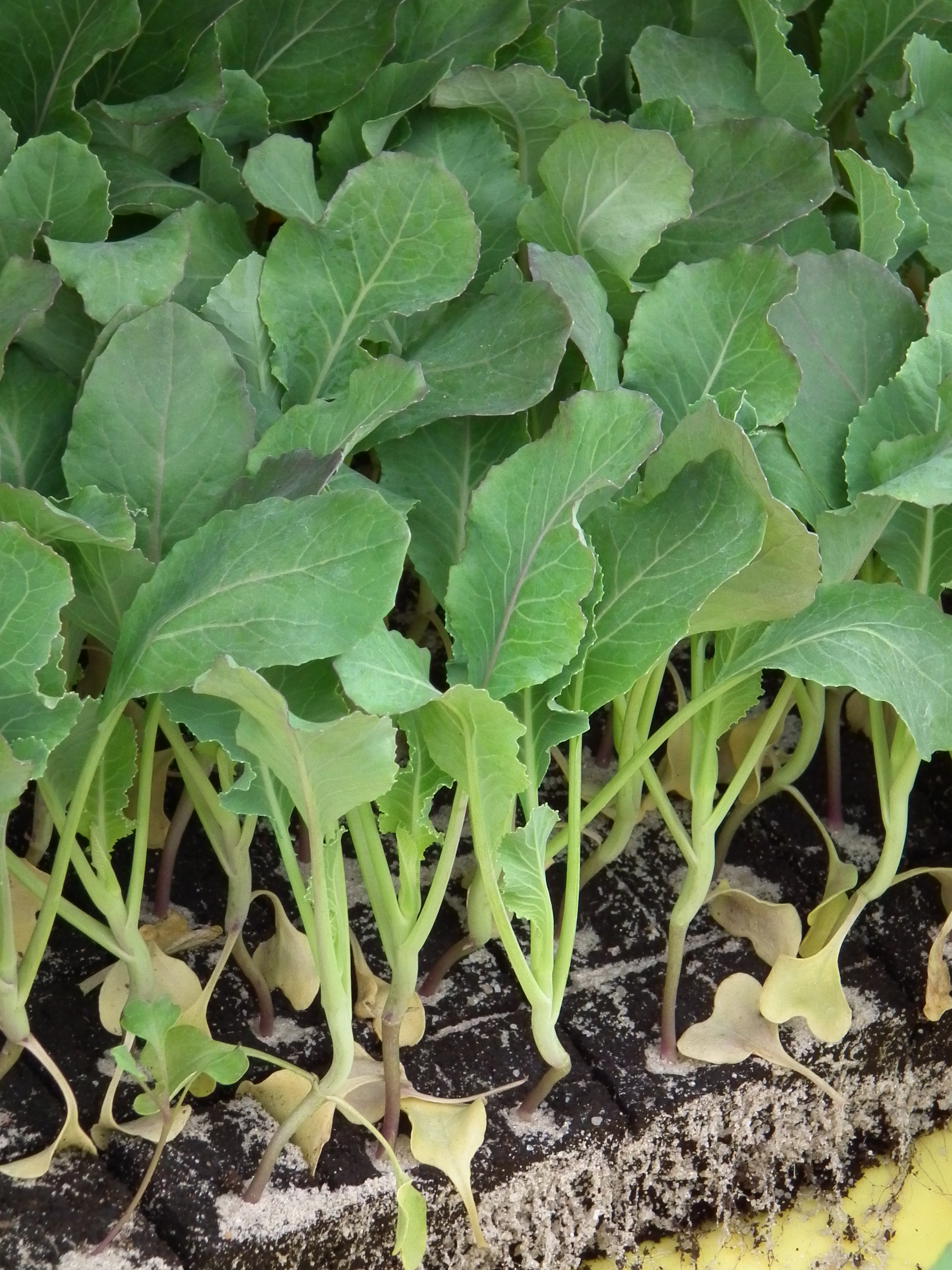
Рассада

## Биологические особенности
Биологическая особенность вида — однолетний цикл развития. В один год образуется продуктовый орган — головка, которая состоит из многочисленных плотно расположенных побегов с зачатками соцветий. При разрастании головки образуются удлиненные семенные побеги с жёлтыми цветками, собранными в кисти, в дальнейшем — стручки и семена. Продолжительность вегетационного периода в Нечернозёмной зоне России от появления всходов до технической спелости составляет 90-120 сут, до созревания семян — 200—240 сут. Цветная капуста также отличается растянутым периодом вступления в техническую спелость. Так если у белокочанной капусты продолжительность отдачи урожая составляет 10-15 сут., то у цветной 30-35 сут.

### Требования к тепловому и водному режиму
На всех фазах роста и развития цветная капуста сильно реагирует на отклонения от оптимальных условий. По сравнению с другими видами капусты она менее устойчива к пониженным температурам (ниже 10 °C). При продолжительном воздействии пониженных температур замедляется рост растений, головки образуются мелкие и грубые. В фазе розетки растения выдерживают непродолжительное понижение температуры до −5 °C . Оптимальная температура для прорастания семян и формирования плотных головок 15—18 °C. При температуре выше 25 °C и недостатке влаги формирование головок задерживается, они становятся мелкими, рыхлыми и ворсистыми. Цветная капуста влаголюбива и лучше всего растет при 70%-ной влажности почвы и 80%-ной влажности воздуха. Отрицательно сказываются на развитии растений резкие колебания температуры и влажности. В период засухи рост цветной капусты приостанавливается, а при избытке влаги корни страдают от недостатка кислорода. Особенно неблагоприятны сочетание высокой температуры и низкой влажности почвы и воздуха. Плохо переносит цветная капуста и суховеи.

### Требования к свету
Цветной капусте необходим оптимальный световой режим. Она светолюбива, особенно в начальный период роста, поэтому предпочитает открытые солнечные участки, защищённые от господствующих ветров, где почва нагревается быстрее. При длинном световом дне растения быстро образуют головки, которые довольно скоро распадаются на цветущие побеги. На укороченном дне формируются более крупные и плотные головки. При затенении или загущении растения вытягиваются, становятся уязвимыми для различных болезней.

### Требования к почвам
Из всех видов капусты цветная капуста наиболее требовательна к структуре, плодородию почв и питанию, как макро — так и микроэлементами. Это обусловлено тем, что она имеет слабую мочковатую корневую систему, которая развивается близко от поверхности почвы. Холодные, влажные и предрасположенные к высыханию почвы для неё не подходят. На бедных почвах и при недостатке влаги растения имеют мелкие листья, угнетённый вид и преждевременно формируют маленькую головку. На кислых и щелочных почвах деформируется точка роста, а сами растения приобретают уродливый вид. Оптимальное значение pH 6,5—7,5. При недостатке бора, что чаще всего бывает на дерново-подзолистой почве, образуются махровые соцветия, а на головках появляются плотные бурые пятна. На торфяниках, где ощущается недостаток меди, на листьях появляется хлороз. При недостатке молибдена, а это бывает на лёгких кислых почвах, пластинка листа становится нитевидной. Недостаток магния приводит к перекручиванию листьев, дуплистости кочерыги и преждевременному распадению головок. На растения отрицательно влияют калийные удобрения, содержащие хлор. 

Цветная капуста может расти и на достаточно бедных почвах, но при условии глубокого пахотного слоя и применения в больших количествах органических удобрений, что обеспечивает запасы питательных веществ и создаёт благоприятный водно-воздушный режим для корневой системы растения.

### Требования к удобрениям
Цветная капуста очень отзывчива на внесение органических (4—8 кг на 1 м²) и минеральных (80—100 г нитрофоски и одновременно 10 г двойного суперфосфата) удобрений. При достаточно высоком содержании в почве калия и фосфора внесение азотных удобрений обеспечивает хороший рост листьев и образование более крупных головок. 

В отличие от белокочанной капусты росту цветной капусты благоприятствует повышенное содержание углекислоты в воздухе, что достигается внесением больших доз перегноя, который, разлагаясь, выделяет в подземный слой воздуха углекислый газ.

## Происхождение и история распространения культуры
Растение в диком виде неизвестно. Считается, что цветная капуста введена в культуру в Средиземноморье, возможно, из капусты листовой сирийскими феллахами и поэтому в течение длительного времени называлась сирийской капустой. В те времена она была позднеспелой, отличалась горьковатым вкусом и имела небольшую кремовато-зеленоватую головку. Авиценна рекомендовал употреблять сирийскую капусту для питания в зимнее время. Впервые подробно описал цветную капусту арабский ботаник Иб-эль-Бейтар. Много веков цветную капусту выращивали только в Сирии и в других арабских странах. В XII веке арабы привезли её в Испанию, а из Сирии эта капуста была завезена на Кипр, и много веков Кипр был едва ли не главным поставщиком её семян в страны Европы. В XIV веке отдельные сорта цветной капусты начали выращивать во Франции, Италии, Голландии и Англии.
 До сих пор англичане говорят: «Лучшие из цветов — цветы капусты», имея в виду нежные соцветия головки цветной капусты.
В Россию цветная капуста была завезена при Екатерине II, и её выращивали только в огородах немногих вельмож. В XVIII веке русские помещики по баснословным ценам выписывали её семена с острова Мальта. Долгое время цветная капуста не приживалась в российских широтах из-за высокой требовательности к условиям произрастания, но постепенно её научились выращивать после того, как известный агроном А. Болотов вывел её северный вариант. В России в настоящее время цветную капусту выращивают повсеместно на площади в несколько тысяч гектаров, но в небольших объёмах.
В настоящее время цветная капуста широко возделывается во всей Европе, в Северной и Южной Америке, в азиатских странах — Китае и Японии. По масштабам культуры стоит на втором месте после белокочанной капусты. Площадь под этим видом в СНГ составляет около 0,8—1 % посевов капусты. В Германии на долю цветной капусты приходится 10 % площади, занимаемой овощными растениями.
В 2016 году мировое производство цветной капусты составило 25,2 млн тонн, во главе с Китаем и Индией, на долю которых в совокупности приходилось 73 % мирового производства. Вторичными производителями, имеющими 0,4-1,3 миллиона тонн в год, были Соединённые Штаты, Испания, Мексика и Италия.

## Химический состав
По содержанию питательных веществ, диетическим свойствам и вкусовым качествам цветная капуста превосходит все другие виды капусты. Она богаче белокочанной капусты по содержанию белков в 1,5—2 раза, а аскорбиновой кислоты в 2—3 раза. Пищевая ценность связана с высоким содержанием (мг/100 г сырого вещества) витаминов C (47—93), В1 (0,10), В2 (0,08), В6 (0,16), РР (0,6), А (0,1—0,2). В её головках имеется (мг/100 г сырого вещества) натрий (10), калий (210), кальций (60), магний (17), фосфор (51), железо (1,4). Продуктовые органы цветной капусты содержат (% на сырое вещество) сухого вещества 8—11,7, сахаров — 1,7—4,2, крахмала — 0,5, клетчатки — 0,6—1,1, сырого белка — 1,6—2,5. Сложный биохимический состав капусты ставит её в ряд незаменимых продуктов питания, а также делает ценным лечебным средством.
Калорийность цветной капусты 29 ккал/100 г.

## Агротехника
Для продления периода потребления цветную капусту выращивают в открытом грунте средней полосы России рассадным и безрассадным способом в несколько сроков:
— посев в теплицах или парниках в середине марта для получения горшочной рассады высаживаемой в открытый грунт в конце апреля — начале мая.
— посев в холодный рассадник 15- 25 мая с высадкой безгоршочной рассады в открытый грунт в июне.
— посев семян в открытый грунт под плёнку (конец апреля — начало мая) и без неё (конец июня — начало июля).

### Выращивание рассады
Для весенней посадки рассаду выращивают в обогреваемых плёночных теплицах и, как правило, в торфоперегнойных горшочках (стаканчиках и т. п.). Нормы расхода семян при выращивании рассады — 0,5 г на 10 м². Заделывают семена на глубину 0,5 см. После посева почву мульчируют слоем сухого песка и обильно поливают. Через 8—10 сут. после появления всходов проводят пикировку сеянцев. В период выращивания рассады проводятся 2—3 корневые подкормки. Через 10—12 дней после пикировки растения подкармливают раствором нитрофоски (1—5 г на 1 л воды). Вторая подкормка проводится в фазе 4-х настоящих листьев также раствором нитрофоски (2 г на 1 л воды), третья — через 10 дней после второй (г на 1 л воды): аммиачной селитры — 2, суперфосфата — 3, сернокислого калия 4, борной кислоты, медного купороса и сульфата марганца — по 0,2.
Для стимуляции нормального обмена веществ и ускорения ростовых процессов в фазе 2—3 листьев растениям проводят некорневую подкормку раствором борной кислоты и молибденового аммония (0,1 г на 1 л воды).

## Уборка урожая и доращивание
Капусту цветную убирают выборочно (2—3 раза), по мере созревания головок. Их срезают вместе с 3—4 розеточными листьями, которые защищают головку от механических повреждений и позеленения.
Растения третьего срока посева, не успевшие сформировать головки к окончанию срока уборки, можно доращивать в теплице, парниках или подвалах. Для этого отбирают растения, имеющие хорошо развитые листья (не менее 20) и головки (диаметром около 5 см). Выкопанные с комом земли растения осторожно переносят в очищенные от перегноя и почвы парники или в грунт теплиц и устанавливают в предварительно политые борозды глубиной 15 см вертикально или слегка наклонно, вплотную друг к другу. На 1 м² размещают 30—40 растений. Доращивать цветную капусту необходимо в темноте. Поэтому растения закрывают деревянными щитами, матами, тёмной синтетической плёнкой. Затем по мере похолодания парники утепляют опилками, листьями или другими материалами слоем 20—25 см, а в теплице поддерживают температуру 4—5 °C и влажность воздуха 85—90 %. Длительность и качество доращивания зависят от сохранности листьев, а это в свою очередь, зависит от температуры и вентиляции. При температуре 10 °C рост головок цветной капусты заканчивается через 25 — 30 дней после начала доращивания, при температуре 4—5 °C — через 50—60 дней. Благодаря оттоку питательных веществ из мощных листьев в головку её диаметр увеличивается до 15—16 см, а масса — до 500 г.
Небольшие количества цветной капусты можно поместить на доращивание в хранилища (подвалы, погреба и т. д.). Для этого капусту связывают и подвешивают на любые шпалеры корнями вверх. При температуре 1—3 °C и влажности воздуха 80—90 % за один-два месяца головки прибавят в весе до 200—300 г.

## Семеноводство
Растения для роста и развития требуют очень длительный период умеренных температур в пределах 15—18 °C. Поэтому семеноводство в Нечернозёмной зоне возможно только в плёночных теплицах. Цветную капусту на семена выращивают через рассаду. Сеют в первой половине февраля. Рассаду желательно выращивать при температуре днём 15—18 °C. В фазе 2—3 настоящих листьев проводят первую подкормку (г на 10 л воды): аммиачной селитры — 50, борной кислоты — 0,2, марганцово-кислого калия — 1, молибдено-кислого аммония — 0,5.
Рассаду в возрасте 60—65 дней высаживают в грунт под плёночные укрытия по схеме 60х30 см. Дальнейшие работы заключаются в подкормках, поливах, рыхлениях. Температуру поддерживают в пределах: в солнечную погоду 17—20 °C, в пасмурную 15—17 °C.
Для получения семян оставляют растения, рано сформировавшие крупные головки с плотно прилегающими зелёными листьями. В фазе технической спелости перед расхождением головки формируют семенной куст. Для этого удаляют боковые побеги и оставляют центральные или убирают центральные, оставляя 5—6 боковых. Второй способ используют, если готовки тронулись в рост. Срезы присыпают толченым углём или дезинфицируют 1%-ным раствором марганцово-кислого калия.
Кусты семенников подвязывают к кольям. Цветение продолжается 20—30 дней. После его окончания при неблагоприятной погоде растения лучше опять прикрыть плёнкой.
Уборку, дозаривание, обмолот ведут так же, как и семенников белокочанной капусты.

## Характеристика сортов и гибридов
Сорта цветной капусты различаются формой листьев, размерами, плотностью и окраской головки, продолжительностью вегетационного периода. По продолжительности вегетационного периода сорта и гибриды цветной капусты разделяют на три группы: ранние (период от появления всходов до созревания головки составляет 90—110 суток); средние (110—135); поздние (150 сут. в условиях Московской области). В группу средних сортов входят среднеранние, среднеспелые и среднепоздние.

## Лекарственное применение
Благодаря тонкой клеточной структуре капуста цветная усваивается организмом лучше других видов капусты. В ней имеется меньше грубой клетчатки, чем в белокочанной, поэтому она легко переваривается и меньше раздражает слизистую оболочку желудка. Особенно она полезна при желудочно-кишечных заболеваниях и в детском питании. При пониженной секреторной функции желудка рекомендуются к употреблению блюда из отваренной цветной капусты. При язвенной болезни желудка или двенадцатиперстной кишки разрешается капуста цветная и запрещается белокочанная. При заболевании печени и желчного пузыря из овощей рекомендуются только те, которые повышают отделение желчи и способствуют регулярному опорожнению кишечника. К ним относят и цветную капусту. Однако наличие пуриновых оснований ограничивает её использование при подагре.

## Пищевое применение

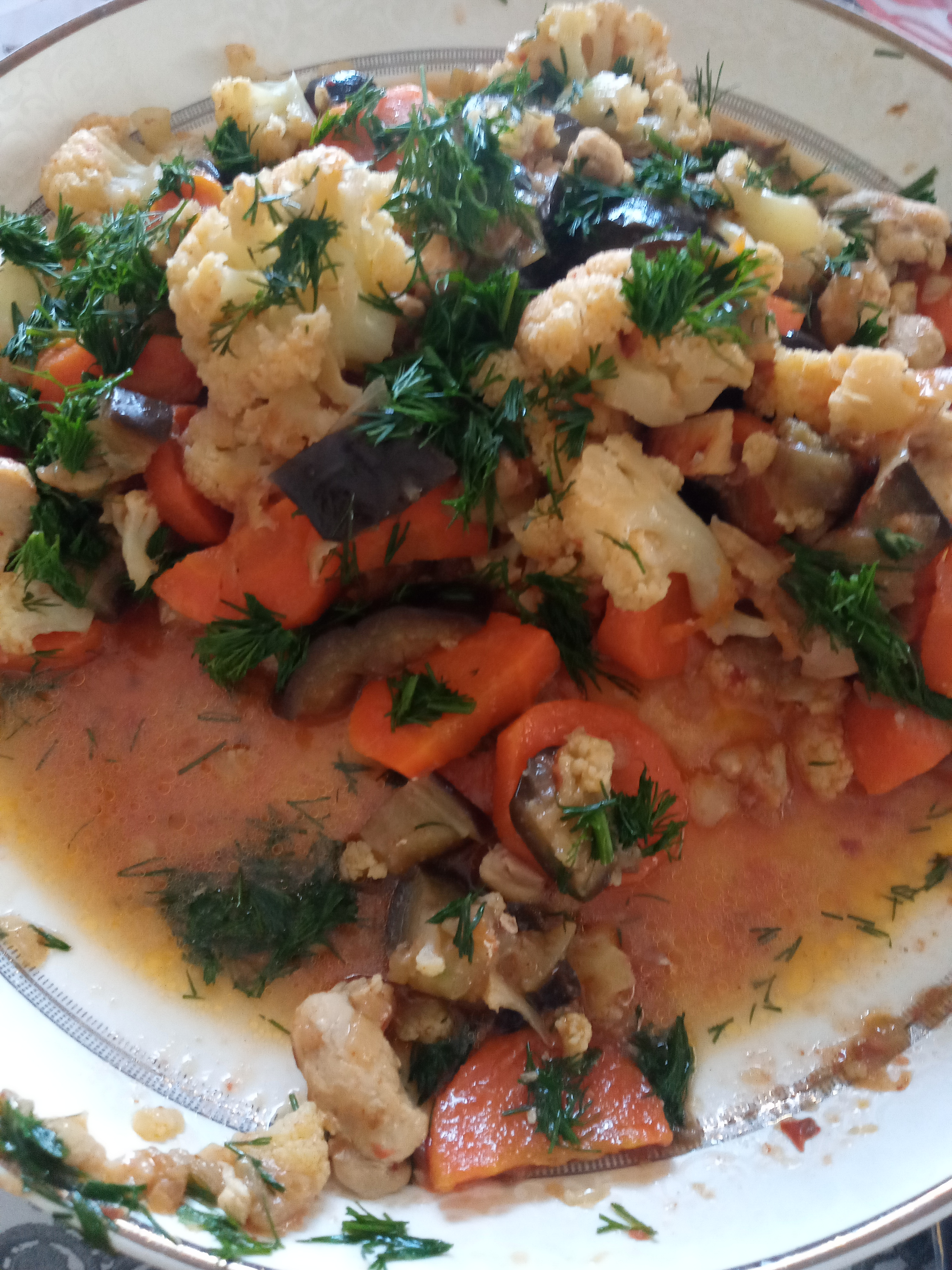
Блюдо из цветной капусты с укропом, морковью, баклажаном и куриным мясом

Цветная капуста ценится за высокие вкусовые и диетические качества. У цветной капусты в пищу употребляют отварные головки (видоизменённые соцветия), с маслом или яично-масляным соусом. Предварительно отваренные головки можно тушить или жарить с мясом, овощами, картофелем, солить, мариновать в чистом виде или в смеси с другими овощами, использовать в приготовлении домашних консервов. Молодые соцветия и утолщённые цветоносные побеги цветной капусты используются для приготовления прозрачных диетических бульонов и супов, не уступающих по питательности и вкусу куриным бульонам и супам. Цветная капуста входит в состав замороженных овощных смесей. Свежие молодые головки употребляют в сыром виде, а также добавляют в разнообразные салаты, ими украшают мясные и овощные блюда. Съедобны также цветки и листья цветной капусты, которые используют в кулинарии для приготовления различных супов, гарниров ко вторым блюдам, а также добавляют в овощные и мясные салаты, готовят из них самостоятельные вторые блюда, обжаривая на сливочном масле с панировочными сухарями и яйцами.
При варке цветной капусты для сохранения белого цвета в кипящую воду добавляют немного сахара. Если нужно сохранить цвет до употребления, в воду, где лежит цветная капуста, добавляют немного лимонного сока. Капуста, отваренная в минеральной воде, становится особенно вкусной.
Цветная капуста содержит антираковые компоненты, а также флавоноид, укрепляющий иммунную систему и снижающий риск заболеваний сердца и инфарктов.

### Показатели доброкачественности продукта
Качественный кочан цветной капусты крепкий и тяжёлый, окружён зелёными листиками. Наличие листиков — показатель свежести. Соцветия цветной капусты могут быть белыми, цвета слоновой кости, фиолетового оттенка. Цвет никак не влияет на качество, а зависит от того, росла капуста на солнце или в тени. Тёмные пятна свидетельствуют о том, что капуста начинает портиться, их нужно тщательно вырезать или отказаться от употребления в пищу такой капусты. Капусту цветную можно хранить 7—10 суток в холодильных камерах при температуре 0 °C.

## Рекурсивное измерение

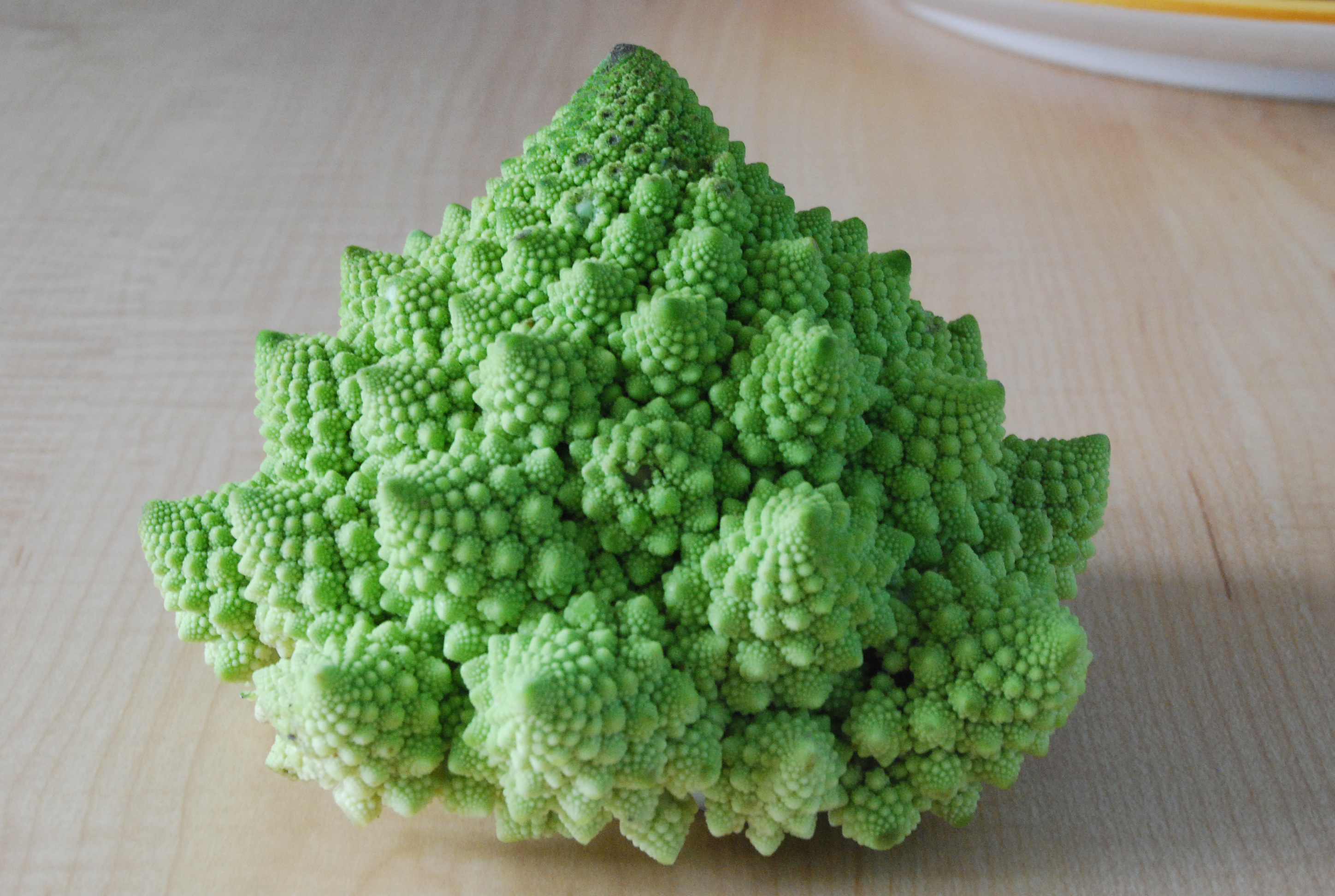
Фракталы у Романеско, родственного сорта капусты

Как и у многих растений, у цветной капусты есть фрактальные, рекурсивные свойства. Рекурсивное измерение цветной капусты определено приблизительно в 2,88. Особенно наглядно фрактальная структура выражена у романеско, родственного сорта капусты.